# Louis Agyemang
Louis Agyemang (Accra, 4 marzo 1983) è un ex calciatore ghanese, di ruolo attaccante.

## Carriera

### Club
Ha giocato nel campionato ghanese, sudafricano e nigeriano.

### Nazionale
Con la maglia della nazionale ha esordito nel 2005, venendo convocato per la Coppa d'Africa 2006.

## Palmarès

### Club

#### Competizioni nazionali
- Ghana Premier League: 2

Hearts of Oak: 2002, 2004-2005

#### Competizioni internazionali
- Coppa della Confederazione CAF: 1

Hearts of Oak: 2004